# Сальваканьєте
Сальваканьєте (ісп. Salvacañete) — муніципалітет в Іспанії, у складі автономної спільноти Кастилія-Ла-Манча, у провінції Куенка. Населення — 316 осіб (2010).
Муніципалітет розташований на відстані близько 190 км на схід від Мадрида, 55 км на схід від Куенки.
На території муніципалітету розташовані такі населені пункти: (дані про населення за 2010 рік)
- Касас-Нуевас: 16 осіб
- Оя-дель-Пераль: 7 осіб
- Сальваканьєте: 293 особи

## Демографія
Динаміка населення (INE ):